# 携帯基地地球局
携帯基地地球局（けいたいきちちきゅうきょく）は、無線局の種別の一つである。

## 定義
総務省令電波法施行規則第4条第1項第20号の5に「人工衛星局の中継により携帯移動地球局と通信を行うため陸上に開設する無線局」と定義している。
また、第3条第2項第3号には、携帯移動衛星業務を「携帯移動地球局と携帯基地地球局との間又は携帯地球局相互間の無線通信業務」と定義している。
関連する定義が無線設備規則に
- 「携帯移動衛星データ通信」を第3条第8号に「電気通信業務を行うことを目的として開設された携帯基地地球局と携帯移動地球局との間で、主としてデータ伝送のために行われる無線通信及びその無線通信を制御するために行われる無線通信」
- 「携帯移動衛星通信」を第3条第9号に「電気通信業務を行うことを目的として開設された携帯基地地球局と携帯移動地球局との間で、主として通話のために行われる無線通信及びその無線通信を制御するために行われる無線通信」
- 「防災対策携帯移動衛星通信」を第3条第9号の2に「公共業務を行うことを目的として開設された携帯基地地球局と携帯移動地球局との間で、主として防災対策のために行われる無線通信及びその無線通信を制御するために行われる無線通信」

とある。

## 概要
インマルサットやワイドスターなどの可搬型衛星電話やデータ通信の親局である。
地上の通信網との接続のための設備も併設されている。地球局の一種であり、携帯移動業務における携帯基地局に相当するものでもある。
具体的には、KDDI山口衛星通信センターやスカパーJSAT横浜衛星管制センターのことである。 
沿革にみるように従前は基地地球局とよばれ、陸上移動業務における基地局に相当するものであった。
後に携帯移動衛星業務が定義され、携帯基地局に相当するものとなった。
従前は陸上のみで使用されていた可搬型衛星電話などを海上や上空で使えるよう制度を改正した形となる。
これは、電波法令制定時には移動業務の中に携帯移動業務が無く、後に追加された形に似ている

## 免許
外国籍の者に免許は原則として与えられないことは電波法第5条第1項に定められているが、第2項に例外が列挙され
- 第8号　電気通信業務を行うことを目的として開設する無線局

があり、外国人や外国の会社・団体でも携帯基地地球局を開設できる。 
種別コードはTYP。
免許の有効期間は5年。
但し、当初に限り有効期限は4年をこえて5年以内の11月30日

となる。
用途
局数の推移に見るように、電気通信業務用がすべてであったが、防災対策携帯移動衛星通信が定義された後は防災対策用にも使用が開始された。

### 旧技術基準の機器の使用
無線設備規則のスプリアス発射等の強度の許容値に関する技術基準改正

により、旧技術基準に基づく無線設備が免許されるのは「平成29年11月30日」まで
、
使用は「平成34年11月30日」まで

とされた。
対象となるのは、
- 「平成17年11月30日」[5]までに製造された機器
- 経過措置として、旧技術基準により「平成19年11月30日」までに製造された機器[6]

である。
新規免許は「平成29年12月1日」以降はできないが、使用期限はコロナ禍により「当分の間」延期された。
詳細は無線局#旧技術基準の機器の使用を参照。

## 運用
無線局運用規則第9章 宇宙無線通信の業務の無線局の運用による。

## 操作
携帯基地地球局は、陸上の無線局であり、電波法施行規則第33条に無線従事者を要しない「簡易な操作」として次にあげられているものを除き、最低でも第二級陸上特殊無線技士以上の無線従事者の管理を要する。
- 第4号(1)　陸上に開設した無線局の無線設備の通信操作
  - 携帯基地地球局も含まれる。
- 第8号　その他に別に告示するもの
  - これに基づく告示[9]にあるプレストーク方式による無線電話の送受切替装置の技術操作

## 検査
- 落成検査は、一部を除き登録検査等事業者等による点検が可能でこの結果に基づき一部省略される
- 定期検査は、電波法施行規則別表第5号第22号により周期は5年。一部を除き登録検査等事業者等による検査が可能でこの結果に基づき省略される
- 変更検査は、落成検査と同様である。

## 沿革
1992年（平成4年）　
- 基地地球局が「人工衛星局の中継により陸上移動地球局と通信を行うため陸上に開設する無線局」と、陸上移動衛星業務が「陸上移動地球局と基地地球局との間又は陸上移動地球局相互間の無線通信業務」と定義[10]
- 陸上移動衛星データ通信が「電気通信業務を行うことを目的として開設された基地地球局と陸上移動地球局との間で、主としてデータ伝送のために行われる無線通信及びその無線通信を制御するために行われる無線通信」と規定[11]

1993年（平成5年）
- 電波利用料制度化、電波法別表第6第4項の「人工衛星局の中継により無線通信を行う無線局」が適用
- 電気通信業務用および公共業務用以外の基地地球局は無線業務日誌の備付けを要しないものに[12]
- 毎年一定の告示[13]で定める日が免許の有効期限に[14]
  - 以後、免許の有効期限は免許の日から4年を超えて5年以内の11月30日までとなる。

1995年（平成7年）　
- 基地地球局が携帯基地地球局に、陸上移動衛星業務が携帯移動衛星業務に改められ定義が現行のものに[15]
- 国内移動衛星通信が「国内通信のための電気通信業務を行うことを目的として開設された携帯基地地球局と携帯移動地球局との間で、主として通話のために行われる無線通信及びその無線通信を制御するために行われる無線通信」と規定[16]

1997年（平成9年）- 陸上移動衛星データ通信が携帯移動衛星データ通信に、国内移動衛星通信が携帯移動衛星通信に改められ現行と同様に規定
1998年（平成10年）- 外国籍の者が電気通信事業用の携帯基地地球局を開設できることに
2009年（平成21年）- 携帯基地地球局は全て無線業務日誌の備付けを要しないものに
2017年（平成29年）- 防災対策携帯移動衛星通信が定義
| 年度                                 | 平成13年度末 | 平成14年度末 | 平成15年度末 | 平成16年度末 | 平成17年度末 | 平成18年度末 |
| ------------------------------------ | ------------ | ------------ | ------------ | ------------ | ------------ | ------------ |
| 総数                                 | 9            | 9            | 12           | 13           | 13           | 14           |
| 電気通信業務用                       | 9            | 9            | 12           | 13           | 13           | 14           |
| 年度                                 | 平成19年度末 | 平成20年度末 | 平成21年度末 | 平成22年度末 | 平成23年度末 | 平成24年度末 |
| 総数                                 | 17           | 18           | 22           | 20           | 19           | 25           |
| 電気通信業務用                       | 17           | 18           | 19           | 20           | 19           | 25           |
| 年度                                 | 平成25年度末 | 平成26年度末 | 平成27年度末 | 平成28年度末 | 平成29年度末 | 平成30年度末 |
| 総数                                 | 33           | 36           | 40           | 44           | 51           | 58           |
| 電気通信業務用                       | 33           | 36           | 40           | 40           | 46           | 48           |
| 年度                                 | 令和元年度末 | 令和2年度末  | 令和3年度末  | 令和4年度末  |              |              |
| 総数                                 | 61           | 65           | 66           | 63           |              |              |
| 電気通信業務用                       | 51           | 55           | 56           | 53           |              |              |
| 各年度の用途・局種別無線局数による。 |              |              |              |              |              |              |